# Luarca CF
Luarca CF is een Spaanse voetbalclub uit Luarca die uitkomt in de Tercera División. De club werd in 1912 opgericht en speelt haar thuiswedstrijden in Estadio La Veigona.
Real Avilés ·
Avilés Stadium CF ·
Caudal Deportivo ·
UC Ceares ·
CD Colunga ·
Condal CF ·
UD Gijón Industrial ·
SD Lenense ·
L'Entregu CF ·
UD Llanera ·
CD Llanes ·
CD Mosconia ·
SD Navarro CF ·
CD Praviano ·
EI San Martín ·
Club Siero ·
Real Titánico ·
CD Tuilla ·
Urraca CF ·
Valdesoto CF ·
CD Vallobín ·